# ウォルター・ペイター

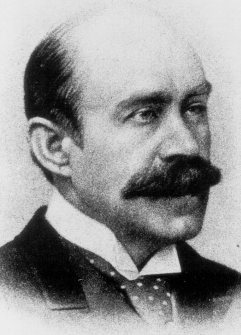
ウォルター・ペイター

ウォルター・ホレイシオ・ペイター（Walter Horatio Pater, 1839年8月4日 - 1894年7月30日）は、イギリス・ヴィクトリア朝時代の文人（文学者・評論家・批評家・随筆家・小説家）。主な著作に『ルネサンス』、『享楽主義者マリウス』、『想像の肖像』、『鑑賞批評集』、『プラトンとプラトニズム』などがある。

## 学生時代まで
ペイター家の起源は、17世紀にイギリスへ渡ってきたオランダ系の一族に遡るとされる。ロンドン東部のステップニーにおいて開業外科医であった父リチャードと母マリアの間に4人兄妹の3番目として生まれる。
生後まもなく、一家はミドルセックス州のエンフィールドに引越すが、そこでの幼少期の様子は短篇小説「家の中の子供」にも垣間見られる。1842年に父のリチャードが亡くなる。さらに、ペイターがカンタベリーのキングズ・スクールへ通うため家族でケント州へ移った翌年の1854年に、母マリアも亡くなる。
キングズ・スクールを幾つかの賞と奨学金とを獲得し卒業したペイターは、1858年にオクスフォード大学クイーンズ・カレッジの古典学科に入学する。友人のバイウォーターと共にプラトン学者として知られたジャウエットに師事している。なお、キングズ・スクール時代に読んだ『近代画家論』を始めとして、ペイターは終始ラスキンの著作に多大なる影響を受けていたにもかかわらず、自身の著作にはほとんどその名が挙げられていない。また、当時ペイターはキリスト教色の濃い詩を書いていたとされるが、1860年それらの手稿は自身により、幾つかの宗教書と共に焼却されてしまっている。

## フェロー時代
1862年に人文学試験（Literae Humaniores）を、二級学位（second-class）の成績で通過し文学士号を取得したペイターは、その後1864年にブレイズノーズ・コレッジの特別研究員（フェロー）へ選出されてから1883年に辞職するまでの間、J. A. シモンズとともに詩学教授へ立候補したことはあったが、「異教趣味」などとの非難もあり、ついに最後まで教授職につくことはなかった。
1865年の夏には、親友でありダンテ研究家であるC. L. シャドウェルを連れ立ってイタリア旅行へ出かけている。シェドウェルはペイター没後に遺著管理者となっているが、彼が訳した『神曲』煉獄篇に、ペイターは序文を寄せている。1866年、初の出版物となる「コールリッジ論」が、『ウェストミンスター評論』より匿名で出される。その後、姉のヘスターと妹のクララとともにオクスフォードに家を借りたペイターは、そこでバーン＝ジョーンズやロセッティ、スウィンバーンらと交遊関係を結ぶこととなる。

## 『ルネサンス』とその影響
ペイターの名を一躍世に知らしめることとなったのが『ルネサンス』の出版である。この論文集は1873年の初版において『ルネサンスの歴史の研究』と題されていたが、1877年に出された第2版より『ルネサンス－芸術と詩の研究』に名称を改められた。またこの版では「結論」が削除され、「オーカッサンとニコレット」が「フランスの古い物語二篇」に題名変更されている。1888年に出された第3版では、「結論」が修正され復活し、新たに「ジョルジョーネ派」が加わった。第4版は1893年に出版され、この版をもって決定版とされている。
教え子でもあったオスカー・ワイルドが『ルネサンス』を「黄金の書」として半ば奉ったこともあり、世紀末を通してこの書には「唯美主義」や「デカダンス」といったイメージが付着した。1876年に発表されたW. H. マロックの『新共和国』において、ペイターは「ローズ氏」という典型的なデカダン派の人物に見立てられつつ揶揄されている。ペイター自身、必ずしもこのような状況を好意的に受け取っていた訳ではなく、『ルネサンス』第3版で復活した「結論」には、第2版における「結論」の削除理由を述べたペイターの自注が添えられている。

## 晩年の著述活動
1883年にブレイズノーズ・コレッジの職を辞して後は執筆活動に専念することとなる。ペイターは辞職の前年に7週間ほど初めてローマを訪れているが、この少し前より執筆に取り組んでいるアウレリウス帝時代のローマを舞台にした作品『享楽主義者マリウス、その感覚と観念』は、1885年にペイター唯一の完成された長編小説として二巻本で出版された。なお、もう一つの長編『ガストン・ド・ラトゥール、未完のロマンス』は、その題が示す通り未完のまま1896年に没後出版された。2年後の1887年には『想像の肖像』が出版されたが、これは1878年8月の『マクミランズ・マガジン』誌上に短篇「家の中の子供」が発表された際、「想像の肖像 一　家の中の子供」として書かれているように、既にペイターの頭にあったものと思われる。しかし、「家の中の子供」は『想像の肖像』には含まれず、後に『雑纂、一連の論文』へ所収される。
1885年にペイターは2人の姉妹とともに、ロンドンのケンジントンへ引越していたが、大学の学期中はブレイズノーズ・コレッジで暮らしていた。ロンドンでの邸宅では茶会や夕食会などを開き、参加者にはヴァーノン・リー、エドマンド・ゴス、アーサー・シモンズ、オスカー・ワイルド、ジョージ・ムーア、ヘンリー・ジェイムズなどの若い文学者らがいた。ペイターは研究職を辞してからも講義は行った。
1889年に『鑑賞批評集』を出版、1891年から開講された大学での講義内容をもとに、1893年に『プラトンとプラトニズム、一連の講義』を出版するが、ジャウエットは、かつて学生時代のペイターの才能を見抜きつつも『ルネサンス』出版以降、唯美主義者としてのペイター像に対して少なからず懐疑的であったが、この作品を読むや否や態度を改め最終的に称賛に転じたとも言われる。同年夏、姉妹とともにオクスフォードへ戻るが、翌年かねてより煩っていた痛風のため引きこもりがちになり、リウマチ熱を発症する。その後病床に伏すが、1894年7月30日、心臓発作により自宅で急逝した。5日後には55歳を迎えるはずだった。オクスフォードのホーリーウェル共同墓地に埋葬されている。上記以外の著作で、没後出版では1895年の『ギリシア研究、一連の論文』、翌96年の『「ガーディアン」紙の書評集』などがある。

## 著作
- 『ルネサンスの歴史研究』（Studies in the History of the Renaissance, 1873）
　第2版以降は The Renaissance: Studies in Art and Poetry
  - The Renaissance: Studies in Art and Poetry. Ed. Adam Phillips. Oxford: Oxford UP, 1986.
  - The Renaissance: Studies in Art and Poetry: The 1893 Text. Ed. Donald L. Hill. Berkeley: U of California P, 1980.
  - 『ルネサンス 美術と詩の研究』 富士川義之訳、白水社、1986年、新装版1993年 / 白水Uブックス、2004年。「全集1」に再録
  - 『ルネサンス』 別宮貞徳訳、冨山房百科文庫、1977年、新装版1990年 / 中央公論新社〈中公クラシックス〉、2015年
  - 『ルネッサンス』 吉田健一訳、角川書店〈飛鳥新書〉、1948年 /『文藝復興』角川文庫、1952年
  - 『文藝復興』 田部重治訳、北星堂書店、1915年 / 岩波文庫、1937年、復刊1992年ほか
  - 『ルネサンス』 佐久間政一訳、春秋社、1924年、同〈世界大思想全集〉1929年、同〈思想選書〉1942年
- 『享楽主義者マリウス：その感覚と観念』（Marius the Epicurean: His Sensations and Ideas, 1885）
  - Marius the Epicurean: His Sensations and Ideas. Ed. Ian Small. Oxford: Oxford UP, 1986.
  - 『享楽主義者マリウス』 工藤好美訳、南雲堂、1985年。「全集3」に再録 / 初刊・国民文庫刊行会「世界名作大観英国篇 第5・6巻」、1926-27年
  - 『享楽主義者マリウス』 本多顕彰訳、河出書房〈新世界文学全集〉、1940年 / 三笠書房〈世界文学選書〉、1948年
- 『想像の肖像』（Imaginary Portraits, 1887）
  - 『ウォールター・ペイター短篇集』 工藤好美訳、南雲堂、1984年 / 初刊・岩波書店、1930年
  - 『世界文学全集42　ボードレール　マイヤー　ペイター』集英社、1981年。篠田一士・菊池武一・菅野昭正ほか訳。「全集1」に再録
- 『鑑賞批評集：「文体論」付』（Appreciations: With an Essay on "Style", 1889）
- 『プラトンとプラトニズム：一連の講義』（Plato and Platonism: A Series of Lectures, 1893）
  - 『プラトーとプラトー主義 ギリシヤの芸術』 八太舟三訳、春秋社〈世界大思想全集〉、1933年
  - 『プラトンとプラトン哲学』 内館忠蔵訳、理想社、1931年、第2版1946年
- 『ギリシア研究：一連の論文』（Greek Studies: A Series of Essays, 1895）
- 『雑纂：一連の論文』（Miscellaneous Studies: A Series of Essays, 1895）
- 『ガストン・ド・ラトゥール：未完のロマンス』（Gaston De Latour: An Unfinished Romance, 1896）
  - 『ガストン・ド・ラトゥール』 ジェラルド・モンズマン編、小田原克行訳、松柏社、2009年
冒頭部数章の草稿と第8章から第13章の草稿を入れた版（1995年）を元にしている。
  - 『ガストン・ド・ラトゥール』 堀大司訳、新樹社、1966年、※文語体を基調とした特異な訳文
- 『「ガーディアン」紙の書評集』（Essays from "The Guardian", 1896）
  - 『ウォルター・ペイター書簡集』（The Letters of Walter Pater. Ed. Lawrence Evans. Oxford: Oxford UP, 1970.）
  - 『選集』（Selected Writings of Walter Pater. Ed. Harold Bloom. New York: Columbia UP, 1974.）
- 全集
  - The Works of Walter Pater (New Library Edition). 10 vols. London: Macmillan, 1910. Oxford: Blackwell; New York: Johnson, 1967.
  - The Works of Walter Pater. 11 vols. Tokyo: Hon-no-Tomosha, 1990.（全11巻、本の友社）　
  - 『ウォルター・ペイター全集』（全3巻、富士川義之編、筑摩書房）

  1. 『ルネサンス、想像の肖像、書評集（抄）、未収録のエッセイ集（抄）ほか』、2002年2月
  2. 『ギリシア研究、プラトンとプラトン哲学、鑑賞批評集』、2002年5月
  3. 『享楽主義者マリウス、ガストン・ド・ラトゥール、付 ペイター論集』、2008年

## 語録
- "All art constantly aspires towards the condition of music."
「すべて芸術は絶えず音楽の状態に憧れる」（『ルネサンス』「ジョルジョーネ派」）
- "To burn always with this hard, gem-like flame, to maintain this ecstasy, is success in life."
「こうした硬い、宝石のような焔で絶えず燃えていること、この恍惚状態を維持すること、これこそが人生における成功ということにほかならない」（『ルネサンス』「結論」）

## 日本におけるペイター受容
- 「日本ペイター協会」による編著に、『ウォルター・ペイターの世界：ペイター没後百年記念論文集』（八潮出版社、1995年）と、『ペイター「ルネサンス」の美学：創立五十周年記念論文集』（論創社、2012年）。
- イギリス文学者では、平田禿木、田部重治、土居光知、西脇順三郎、矢野峰人、工藤好美、島田謹二、岩倉具栄、富士川義之、伊藤勲ら。
- 作家では、上田敏、日夏耿之介、小林秀雄、堀辰雄、中村真一郎、三島由紀夫などに影響を与えている。